# Isabelle Sarech
Isabelle Sarech, née en 1970, est une patineuse artistique française de danse sur glace, double médaillée de bronze aux championnats de France de 1990 et 1991 avec son partenaire Xavier Debernis.

## Biographie

### Carrière sportive
Isabelle Sarech vit à Annecy avant de faire équipe avec Xavier Debernis. Elle s'installe à Lyon pour former un couple de danse sur glace de haut-niveau. Ils sont entraînés par Gérard G., l'époux de la sœur aînée de Xavier Debernis.
Ils participent à quatre championnats de France et remportent deux fois la médaille de bronze en 1990 à Bordeaux et 1991 à Dijon.
Ils représentent la France à deux mondiaux seniors (1990 à Halifax et 1991 à Munich). Ils participent également à un Skate America (en 1990 à Buffalo), deux Trophées de France (en 1989 et 1991 à Paris), et une Coupe d'Allemagne (en 1990 à Gelsenkirchen).
Ils n'ont jamais été sélectionnés par la fédération française des sports de glace pour participer aux mondiaux juniors, aux championnats européens et aux Jeux olympiques d'hiver.
Ils arrêtent les compétitions sportives après les championnats nationaux de 1992.

### Reconversion
Isabelle Sarech est professeur d'éducation physique et sportive. Elle travaille actuellement à Annecy.

### Vie privée
Isabelle Sarech porte le nom d'Isabelle Bottéri ou Isabelle Sarech-Bottéri depuis son mariage.

### Accusations de viols
À la suite de la sortie du livre Un si long silence de Sarah Abitbol en janvier 2020, Isabelle Sarech accuse en février 2020 son ancien entraîneur Gérard G. de l'avoir abusée sexuellement alors qu'elle était mineure entre 1986 et 1988.

## Palmarès
| Compétition             | 1988    | 1989    | 1990    | 1991    | 1992    |  |  |  |  |  |  |  |  |  |
| Jeux olympiques d'hiver |         |         |         |         |         |  |  |  |  |  |  |  |  |  |
| Championnats du monde   |         |         | 12e     | 14e     |         |  |  |  |  |  |  |  |  |  |
| Championnats d’Europe   |         |         |         |         |         |  |  |  |  |  |  |  |  |  |
| Championnats de France  | 5e      | F       | 3e      | 3e      | 4e      |  |  |  |  |  |  |  |  |  |
|                         |         |         |         |         |         |  |  |  |  |  |  |  |  |  |
| Autres compétitions     | 1987/88 | 1988/89 | 1989/90 | 1990/91 | 1991/92 |  |  |  |  |  |  |  |  |  |
| Skate America           |         |         |         | 2e      |         |  |  |  |  |  |  |  |  |  |
| Trophée de France       |         |         | 6e      |         | 8e      |  |  |  |  |  |  |  |  |  |
| Coupe d'Allemagne       | 7e      |         |         | 4e      |         |  |  |  |  |  |  |  |  |  |
| Légende : F = Forfait   |         |         |         |         |         |  |  |  |  |  |  |  |  |  |